# Округ Фелпс (Мисури)
Фелпс (енгл. Phelps County) је округ у америчкој савезној држави Мисури.

## Демографија
По попису из 2010. године број становника је 45.156, што је 5.331 (13,4%) становника више него 2000. године.
| Група             | 2000.          | 2010.          |
| Белци             | 36.884 (92,6%) | 40.792 (90,3%) |
| Афроамериканци    | 596 (1,5%)     | 1.008 (2,2%)   |
| Азијати           | 936 (2,4%)     | 1.316 (2,9%)   |
| Хиспаноамериканци | 485 (1,2%)     | 923 (2,0%)     |
| Укупно            | 39.825         | 45.156         |